# Jürgen Peter Wallmann
Jürgen Peter Wallmann (* 15. Juli 1939 in Essen; † 12. Januar 2010 in Münster) war ein deutscher Literaturkritiker und Essayist.

## Leben und Werk
Jürgen P. Wallmann war der Sohn eines Lehrers; bereits als Schüler des Essener Burggymnasiums beschäftigte er sich mit Lyrik, speziell mit den Gedichten Gottfried Benns, über den er später auch seine erste Monographie verfasste. Er studierte in Tübingen und Münster Germanistik, Evangelische Theologie und Philosophie. Als studentischer Redakteur arbeitete er von 1961 bis 1966 für den Semesterspiegel. Nach dem Studium war er kurzzeitig in Frankfurt beim Hessischen Rundfunk als Kulturredakteur beschäftigt; seit 1964 arbeitete er freiberuflich als Literaturkritiker und Essayist. Er veröffentlichte zahlreiche Rezensionen und Essays zur Literatur in Periodika, schrieb Bücher über Autoren und edierte Werke zur Literatur. Als Literaturkritiker war er für viele Rundfunkanstalten tätig.
Seit 1974 lebte er in Münster. Vortragsreisen führten ihn unter anderem nach Japan, Brasilien, Israel, England und in die USA. Er war Kunstsammler und korrespondierte mit zahlreichen Autoren, zum Beispiel mit Nelly Sachs, Paul Celan und Rose Ausländer. Zudem engagierte er sich während der DDR-Zeit für regimekritische Autoren, besonders für Reiner Kunze, Peter Huchel und Wulf Kirsten.
Wallmanns Rezensionen waren „entschieden ernst in der Sache, eindeutig im Urteil und deutlich im Ton, engagiert in der Vermittlung des Schwierigen, aber auch unnachsichtig gegenüber hohler Großtuerei“ und fielen „auffallend unnachgiebig“ aus, „wenn Schlampereien in der Editionsarbeit zu erkennen waren“.
Wallmann war Mitglied der internationalen Schriftstellervereinigung P.E.N..

## Veröffentlichungen

### Als Autor
- Gottfried Benn. Stieglitz, Mühlacker 1965.
- Else Lasker-Schüler. Stieglitz, Mühlacker 1966.
- Argumente. Informationen und Meinungen zur deutschen Literatur der Gegenwart. Aufsätze und Kritiken. Stieglitz, Mühlacker 1968.
- Peter Hille: Ein Spielzeug strenger Himmel. Lyrik, Prosa, Aphorismen. Auswahl und Vorwort von Jürgen P. Wallmann. Bitter, Recklinghausen 1970, ISBN 3-7903-0008-X.
- Heinrich Böll, Jürgen P(eter) Wallmann: Der Autor ist immer noch versteckt. Ein Gespräch. Pongratz, Hauzenberg 1981, ISBN 3-923313-02-0.
- Malgré Tout. Essay zum 1. Todestag von HAP Grieshaber. Pongratz, Hauzenberg 1982, ISBN 3-923313-03-9.
- Pietra, verso, flauto. Gottfried Benn. A cura di Jürgen P. Wallmann. Edizione italiana a cura di Gilberto Forti. Adelphi, Milano 1990, ISBN 88-459-0767-8.
- Wein und Wasser. Literatur in Westfalen und westfälische Literatur. Neues Literaturkontor, Bielefeld und Münster 2000, ISBN 3-920591-57-7.
- Reiner Kunze, Jürgen Peter Wallmann: Mensch im Wort. Drei Gedichte für Kinder und dreißig Antworten auf Fragen von Jürgen P. Wallmann. Edition Pongratz, Hauzenberg 2008, ISBN 978-3-931883-65-2.
- Jürgen P. Wallmann im Gespräch. Neues Literaturkontor, Münster 2009, ISBN 978-3-920591-90-2.

### Als Herausgeber
- Après Aprèslude. Gedichte auf Gottfried Benn. Die Arche, Zürich 1967.
- Von den Nachgeborenen. Dichtungen auf Bertolt Brecht. Die Arche, Zürich 1970.
- Reiner Kunze. Materialien und Dokumente. S. Fischer, Frankfurt am Main 1977, ISBN 3-10-042004-7.
- Christliche Dichtung vom Barock bis zur Gegenwart. Gütersloher Verlagshaus Mohn, Gütersloh 1981, ISBN 3-579-02109-5.